# Hartford (Illinois)
Pour les articles homonymes, voir Hartford.
Hartford est un village du comté de Madison dans l'Illinois, aux États-Unis,. Il est situé à l'ouest du comté, au nord de Saint-Louis et au point de confluence du fleuve Mississippi et de la rivière Missouri. Le village est incorporé le  10 juin 1920.

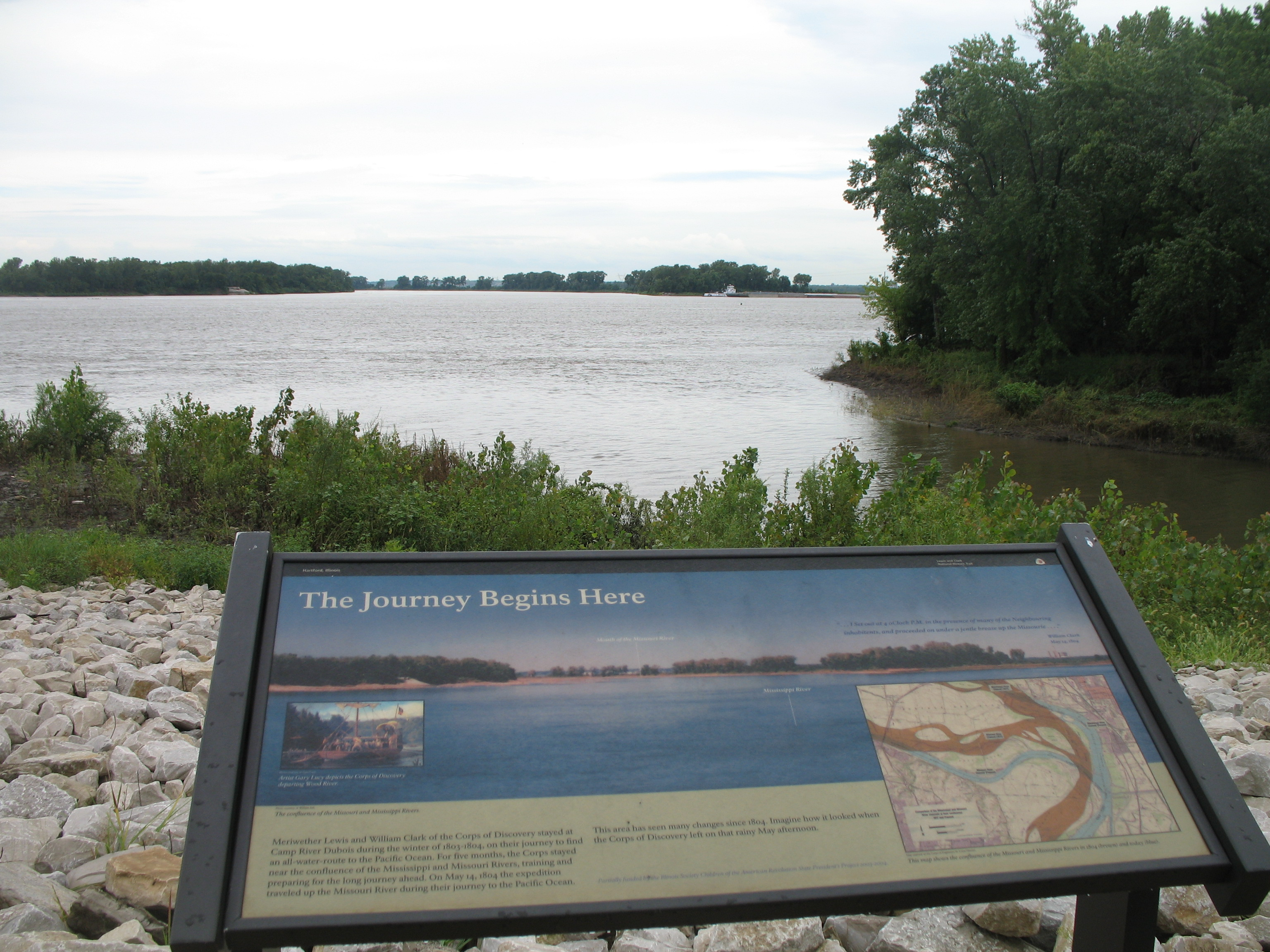
Camp Dubois où Lewis et Clark ont passé l'hiver avant de commencer leur célèbre expédition

## Démographie
Lors du recensement de 2010, le village comptait une population de 1 429 habitants. Elle est estimée, en 2016, à 1 378 habitants.

### Source de la traduction
- (en) Cet article est partiellement ou en totalité issu de l’article de Wikipédia en anglais intitulé « Hartford, Illinois » (voir la liste des auteurs).